# Томасян, Аведис Егиевич
Аведис Егиевич Томасян (1890 год, Османская империя — дата смерти неизвестна) — бригадир колхоза имени Сталина Сухумского района Абхазской АССР, Грузинская ССР. Герой Социалистического Труда (1949).

## Биография
Родился в 1890 году в Османской империи.
В первое десятилетие XX века вместе с родителями переехал в Кутаисскую губернию Российской империи. Занимался сельским хозяйством.
Со второй половины 1940-х годов — рядовой колхозник, бригадир табаководческой бригады колхоза имени Сталина Сухумского района.
В 1948 году бригада Аведиса Томасяна собрала в среднем с каждого гектара по 16,3 центнеров листьев табака сорта «Самсун № 27» на участке площадью 6.4 гектара. Указом Президиума Верховного Совета СССР от 3 мая 1949 года «за получение высоких урожаев кукурузы и табака в 1948 году» удостоен звания Героя Социалистического Труда с вручением ордена Ленина и золотой медали «Серп и Молот».
Этим же указом званием Героя Социалистического Труда были награждены председатель колхоза Ефрем Абрамович Ашкарян, табаководы колхоза Иона Бегларович Дарцмелия, Андроник Тигранович Ашкарян и Андроник Акопович Карагозян.
После выхода на пенсию проживал в селе Ахалсопели.
Дата смерти не установлена.